# Wagner-Werk-Verzeichnis
Das Wagner-Werk-Verzeichnis (WWV) ist ein Verzeichnis aller musikalischen Werke des Komponisten Richard Wagner, das im Rahmen der Gesamtausgabe der Werke Richard Wagners von John Deathridge, Martin Geck und Egon Voss erarbeitet und vom Schott-Verlag 1986 herausgegeben wurde.
Das Verzeichnis enthält fundierte Nachweise – z. B. zur Entstehungszeit – zu sämtlichen Entwürfen, Skizzen und Erstschriften der Texte Wagners sowie zur Ausführung der Komposition, unterschieden nach Skizzen, Partitur, Klavierauszug usw., sowie Hinweise zu den veröffentlichten Ausgaben der Werke, und Erläuterungen zur Entstehung und Aufführungspraxis der insgesamt 113 Werke.

## Musikdramatische Werke
- WWV 031A Die Hochzeit 1832–1833 (unvollendet)
- WWV 032A Die Feen 1833–1834
- WWV 038A Das Liebesverbot 1834–1840
- WWV 048A Männerlist größer als Frauenlist oder Die glückliche Bärenfamilie 1838 (Musik verschollen)
- WWV 049A Rienzi 1837–1840
- WWV 063A Der fliegende Holländer 1840–1841
- WWV 069A Das Liebesmahl der Apostel 1843
- WWV 070A Tannhäuser und der Sängerkrieg auf Wartburg 1841–1845 (Dresdner Fassung) und 1860–1861 (Pariser Fassung)
- WWV 075A Lohengrin 1845–1848
- WWV 086A Der Ring des Nibelungen – Bühnenfestspiel für drei Tage und einen Vorabend, 1851–1874 – im Einzelnen:
- WWV 086A Das Rheingold 1851–1854
- WWV 086B Die Walküre 1851–1856
- WWV 086C Siegfried 1851–1871
- WWV 086D Götterdämmerung 1848–1874
- WWV 090A Tristan und Isolde 1857–1859
- WWV 096A Die Meistersinger von Nürnberg 1845–1867
- WWV 111A Parsifal 1865–1882

## Orchesterwerke

### Symphonien
- WWV 029 Sinfonie in C-Dur 1832
- WWV 035 Sinfonie in E-Dur (Fragment) 1834
- WWV 078 Skizzen zu drei Symphonien (Fragment) 1846–1847

### Ouvertüren
- WWV 020 Ouvertüre in d-Moll (Konzertouvertüre Nr. 1) 1831
- WWV 024 Ouvertüre in e-Moll und Theatermusik zu E.Raupachs Trauerspiel „König Enzio“ 1831–1832
- WWV 027 Konzertouvertüre Nr. 2 in C-Dur 1832
- WWV 037 Ouvertüre in Es-Dur und Theatermusik zu Th. Apels historischem Drama „Columbus“ 1834–1835
- WWV 039 Ouvertüre in C-Dur Polonia 1836
- WWV 042 Ouvertüre in D-Dur Rule Britannia 1837
- WWV 059 Eine Faust-Ouvertüre d-Moll 1839–1840

### Weitere Orchesterwerke
- WWV 013 Orchesterwerk in e-Moll vermutlich 1830
- WWV 025 Entreactes tragiques in D-Dur und c-Moll 1832
- WWV 036 Musik zu W. Schmales Festspiel „Beim Antritt des neuen Jahres 1835“ 1834
- WWV 065 Chor in B-Dur „Descendons gaiment la courtille“ als Vaudeville-Ballett-Einlage 1841
- WWV 073 Trauermusik nach Motiven von C.M. von Weber 1844
- WWV 079 Bearbeitung von Palestrinas „Stabat mater“ 1848
- WWV 097 Huldigungsmarsch Es-Dur 1864
- WWV 101 Wahlspruch für die deutsche Feuerwehr 1869
- WWV 103 Siegfried-Idyll E-Dur 1870
- WWV 104 Kaisermarsch B-Dur 1871
- WWV 110 Großer Festmarsch zur 100jährigen Gedenkfeier der Unabhängigkeitserklärung der Vereinigten Staaten, G-Dur 1876

## Klavierwerke und Lieder
- WWV 015 Sieben Kompositionen zu Goethes „Faust“ 1831
- WWV 021 Sonate in B-Dur 1831
- WWV 026 Sonate in A-Dur 1832
- WWV 050 Der Tannenbaum 1838
- WWV 053 Dors mon enfant 1839
- WWV 054 Extase 1839
- WWV 055 Attente 1839
- WWV 056 La tombe dit a la rose 1839
- WWV 057 Mignonne 1839
- WWV 058 Tout n’est qu’images fugitives 1839
- WWV 060 Les deux grandiers 1839–1840
- WWV 061 Adieux de Marie Stuart 1840
- WWV 064 Klavierstück in E-Dur (sogen. Albumblatt für Ernst Benedikt Kietz, „Lied ohne Worte“) 1840
- WWV 084 (Polka) in G-Dur für Klavier 1853
- WWV 085 Sonate in As-Dur für Klavier 1853
- WWV 088 Züricher Vielliebchen-Walzer in Es-Dur für Klavier 1854
- WWV 091 Wesendonck-Lieder 1857–1858
- WWV 092 Es ist bestimmt in Gottes Rat 1858
- WWV 093 Thema in As-Dur 1858 und 1881
- WWV 094 Albumblatt in C-Dur 1861
- WWV 095 Ankunft bei den schwarzen Schwänen/Albumblatt in As-Dur 1861
- WWV 105 Der Worte viele sind gemacht 1871
- WWV 106 Kinder-Katechismus 1873
- WWV 108 Albumblatt für Frau Betty Schott in Es-Dur für Klavier 1875
- WWV 112 Willkommen in Wahnfried, du heil’ger Christ 1877
- WWV 113 Ihr Kinder, geschwinde, geschwinde 1880

## Andere Werke
Im Werkverzeichnis erfasst sind sämtliche nachweislich von Wagner zu Papier gebrachte Arbeiten, auch wenn diese zum Teil verschollen sind oder – wie einige frühe Arbeiten – von ihm selbst vernichtet wurden. Die Nr. 1 im Werkverzeichnis ist Wagners erster dramatischer Versuch, das Trauerspiel in fünf Aufzügen Leubald, das 1989 durch die Studiobühne Bayreuth seine späte Uraufführung erlebte. Zum WWV zählen auch kleine Gelegenheitskompositionen wie Albumblätter, Widmungen (z. B. Albumblatt für Betty Schott, WWV 108), Fragmente oder zur Komposition vorgesehene Texte, die Wagner dann jedoch nicht in Musik umgesetzt hat (z. B. Jesus von Nazareth, WWV 80 oder Wieland der Schmied, WWV 82). Dazu kommen einige Bearbeitungen von Werken anderer Komponisten, etwa von Christoph Willibald Glucks Iphigénie en Aulide (WWV 77), die jahrzehntelang die meistgespielte Fassung auf allen europäischen Bühnen war, auch eine Bearbeitung von Mozarts Don Giovanni (WWV 83), und vieles mehr.